# عبير سلامة
عبير سلامة ناقدة وأديبة مصرية، ولدت في 21 يناير 1967 بمحافظة أسوان. حصلت على درجتي الليسانس في اللغة العربية وآدابها سنة 1989 والماجستير في الأدب العربي سنة 1994 من جامعة أسيوط (فرع جامعة أسيوط بمحافظة قنا الذي تحول فيما بعد إلى جامعة مستقلة باسم جامعة جنوب الوادي)، ثم حصلت على درجة الدكتوراه في الأدب العربي الحديث والنقد سنة 1998 من جامعة المنوفية، وعملت بالتدريس الجامعي لفترات محدودة في مصر والمملكة العربية السعودية.
بدأت علاقتها بالأدب والنقد مبكرا، إذ نشرت لها قصص قصيرة سنة 1983 في عدد من الجرائد المصرية، كالأهرام والشعب كما شاركت أثناء دراستها الجامعية في ندوات نادي الأدب بقنا.
عرفت كناقدة في الساحة الثقافية منذ سنة 1999، عندما بدأت المشاركة في الندوات الأدبية بالقاهرة بالتزامن مع نشر مقالاتها النقدية في الصحف والمجلات المصرية والعربية.
كانت مشاركاتها الدائبة ذات تأثير واضح في تفعيل النظر في الكتابة الجديدة في مصر وجاء فوز ديوانها القبيلة التي بيننا بجائزة الشارقة للإبداع العربي سنة 2004 مفاجئة للجميع، ليس لأنها حصلت عليها ولكن لأن أحدا لم يكن يعرف أنها شاعرة بالأساس.
وصفها الناقد الراحل رجاء النقاش بأنها «واحدة من هذا الطراز النبيل من المثقفين الإنسانيين الذين يمتزج في شخصيتهم جدية العلماء بشاعرية الشعراء». وتم تكريمها من قبل الجمعية الدولية للمترجمين واللغويين العرب سنة 2008.

## أعمالها
الرواية والقصة:
- قمر أزرق (رواية) ط1 مكتبة مدبولي الصغير، القاهرة، 2000. ط2 مكتبة الأسرة، الهيئة المصرية العامة للكتاب، 2002.
- حمامة اسمها فلة (قصص للأطفال) الهيئة العامة لقصور الثقافة، سلسلة قطر الندى، القاهرة، 2010.

النقد:
- البناء القصصي للمعرفة الأبوية في كتاب ألف باء للبلوي المتحدة للنشر، القاهرة 2001.
- نداهة الكتابة نصوص مجهولة في إبداع يوسف إدريس المجلس الأعلى للثقافة، 2003.
- أباطيل صالحة للنظر «في القصة العربية والرواية» الهيئة المصرية العامة للكتاب، 2004.
- رقص مع الريح «قراءات في القصة المصرية والرواية» نادي القصة، القاهرة، 2012.
- نص لا يخص المرء وحده، الهيئة العامة لقصور الثقافة، سلسلة الثقافة الرقمية، القاهرة، 2012.
- الخروج عن النص في علاقة باكثير والمسرح المصري المجلس الأعلى للثقافة، القاهرة 2013.

الشعر:
- القبيلة التي بيننا جائزة الشارقة للإبداع العربي، دائرة الثقافة والإعلام، حكومة الشارقة، 2004.

إعداد وتقديم:
- إسراءات الرجل الطيف «من ترجمات وحيد النقاش» المجلس الأعلى للثقافة، ط1 2005، ط2 2009.
- قصة مصرية جدا الهيئة المصرية العامة لقصور الثقافة، كتاب الثقافة الجديدة، يوليو 2008.

أوراق علمية منشورة في مؤتمرات
- واقع الشعر بين التصور والتعيين: مؤتمر أدباء مصر في الأقاليم- الهيئة المصرية العامة لقصور الثقافة- مرسى مطروح- 2000.
- المشروع المجهض لتاريخ الحضارة المصرية: مؤتمر لويس عوض– المجلس الأعلى للثقافة – 2001.
- تقاليد النوع وخطابه في متن التراجم: مؤتمر قضايا الأنواع الأدبية في النقد العربي- جامعة القاهرة – 2001.
- الشاعر الناقد وحدود القدرة الإبداعية: مؤتمر صلاح عبد الصبور– المجلس الأعلى للثقافة – 2001.
- المرأة والشرف السلالي في صعيد مصر: مؤتمر المرأة والإبداع – المجلس الأعلى للثقافة -2002.
- شعرية النص العربي في الترجمات المتكررة للشعر: المؤتمر الدولي للأدب المقارن – جامعة القاهرة – ديسمبر 2002.
- الساحر والصندوق، قصيدة النثر في شعر أمل دنقل: مؤتمر أمل دنقل” القيمة والإنجاز”- المجلس الأعلى للثقافة- مايو 2003.
- مدخل إلى عالم بهاء طاهر القصصي: مؤتمر أدباء مصر- الهيئة المصرية العامة لقصور الثقافة- سبتمبر2004.
- تواصلية الأدب عبر الإنترنت وبلاغته الصديقة، ملتقى عمان الثقافي الثالث عشر، الأردن، أبريل 2007.
- الاستخدام العربي لبرمجيات التواصل: مراحل بين الأهداف والفعالية، مؤتمر الكاتب العربي وحوار الثقافات، العريش- مصر، يونيو 2007.
- محمد يسري أحمد: الأستاذ الغامض، مؤتمر القصة القصيرة الأول بنادي القصة، القاهرة، يوليو 2007.
- أطياف الرواية الرقمية، مؤتمر الرواية العربية بالمجلس الأعلى للثقافة، القاهرة، فبراير 2008.
- طيور العقل: مجازات الجنون في عوالم يوسف إدريس وإبراهيم عبد المجيد، ندوة يوسف إدريس بالمجلس الأعلى للثقافة، القاهرة، مايو 2008.
- أشباح نصية: السرود الرقمية بين جسد الكتاب وروح التفاعلية، مؤتمر الأدب الإلكتروني والنقد البديل، جامعة جيجل- الجزائر، مايو 2008.
- اعرف نفسك. رقميا: الهوية الرقمية ودورها في توسعة الوعي بمحيط الذات، مؤتمر الإسكندرية الأول للثقافة الرقمية، أكتوبر 2009.

دراسات نقدية ومقالات منشورة في دوريات
- عصفور ملون في البيت الكبير، الأهرام، 2 أبريل 1999.
- في ظل شجرة نخيل، الأهرام، 7 مايو 1999.
- موت الأحلام، مجلة القصة، عدد 97، 1999.
- إمام آخر الزمان، مجلة راقودة، يونيه 1999.
- مجتمع امرأة، مجلة حواء، 12 يونيو 1999.
- كتابة أخرى، المساء، 3 يوليو 1999.
- تقييد الذكرى، مجلة حواء، 18 سبتمبر 1999.
- علامات الإفلاس الولود، عكاظ، 15 أكتوبر 1999.
- ذاكرة المكان، الأهرام، 22 أكتوبر 1999.
- سريان النهر، عكاظ، 19 نوفمبر 1999.
- فيضان الوحشة، عكاظ، 26 نوفمبر 1999.
- الوعي المهزوم، عكاظ، 3 ديسمبر 1999.
- موت ديما، عكاظ، 17 ديسمبر 1999.
- وهم الاغتراب، عكاظ، 30 ديسمبر 1999.
- تشكيلات الموت والغربة 1-3، عكاظ، 27 يناير 2000.
- تشكيلات الموت والغربة 2-3، عكاظ، 5 فبراير 2000.
- تحولات الوعي، مجلة الثقافة الجديدة، مارس 2000.
- في صالون المها، عكاظ، 2 مارس 2000.
- تشكيلات الموت والغربة 3-3، عكاظ، 24 مارس 2000.
- مواسم الرحيل والأمل، عكاظ، 31 مارس 2000.
- أحياء تبحث عن مجموعها المفترق، عكاظ، 7 أبريل 2000.
- حول مسرحة الكتاب وقضاياه، عكاظ، 16 أبريل 2000.
- سحارة الغذامي، عكاظ، 20 أبريل 2000.
- الهوية، عكاظ، 27 أبريل 2000.
- الشخصيات الاحتيالية، مجلة الثقافة الجديدة، يونيه 2000.
- ليال أخرى، عكاظ، 24 أغسطس 2000.
- دراما الكشف والتورية، الأهرام الدولي، 25 أغسطس 2000.
- خارج من حقول الآخر، مجلة الثقافة الجديدة، سبتمبر 2000.
- في زوايا الحياة، الأهرام، 6 أكتوبر 2000.
- جماليات البراءة والإدراك، الأسبوع، 27 نوفمبر 2000.
- حصار الأيادي وفقد الاكتمال، مجلة أدب ونقد، ديسمبر 2000.
- منافي الانهيار، مجلة أدب ونقد، أبريل 2001.
- أصداف الثبات وأمواج التغيير، مجلة حواء، 16 يونيه 2001.
- مربط الفرس وواقعية التفكير، مجلة القصة، يوليو 2001.
- فتنة التعوض بالأحلام، مجلة الشعر، يوليو 2001.
- رهائن القهر والسقوط، مجلة حواء، 28 يوليو 2001.
- إسراءات الرجل الطيف، أخبار الأدب، 28 أكتوبر 2001.
- الشجرة المقطوعة والبديهيات المختفية، مجلة رواق عربي، شتاء 2001.
- طقوس الاحتضار، مجلة المحيط الثقافي، ديسمبر 2001.
- اليوتوبيا والجحيم، مجلة رواق عربي، ربيع 2002.
- عن جليس لمحتضر، الحياة، 16 أبريل 2002.
- المثقف الرقيب، الحياة، 30 أغسطس 2002.
- اعتراض غير شعري، أخبار الأدب، 29 سبتمبر 2002.
- انغلاق الخطاب التنويري، مجلة رواق عربي، شتاء 2002.
- واقعة جديدة في سياق لم يصنف بعد، مجلة الثقافة الجديدة، نوفمبر 2002.
- الوقوف ضد العالم، الحياة، 9 نوفمبر 2002.
- من أين يأتي اليقين، أخبار الأدب، 10 نوفمبر 2002.
- عن مياه في الأصابع، الحياة، 24 نوفمبر 2002.
- عن معجم الغين، مجلة المحيط الثقافي، 14 ديسمبر 2002.
- الشأن الديني في الإبداع، الحياة، 17 ديسمبر 2002.
- التقدم إلى الخلف، مجلة الكرمة، ربيع 2003.
- عن رجل مجنون لا يحبني، مجلة المحيط الثقافي، مارس 2003.
- شعرية أمل دنقل، الحياة، 28 مايو 2003.
- في ليل مدريد، مجلة المدى، يونيه 2003.
- مؤامرة تشكيل الزمن، أخبار الأدب، 29 يونيه 2003.
- اللعب الدلالي، مجلة البيان، يوليو 2003.
- عن تحيات الحجر الكريم، الحياة، 18 يوليو 2003.
- عن شعور الأسلاف، الحياة، 21 سبتمبر 2003.
- لويس عوض وخرافة النقاء السلالي، مجلة رواق عربي، شتاء2003.
- النص المتشعب ومستقبل الرواية، موقع نسابا، 23 نوفمبر2003.
- انفجارات إضافية، الحياة، 1 يناير 2004.
- سعدي يوسف متهما: بسرقة نفسه، الحياة، 15 مايو 2004.
- الكفاءة في زواج الأشراف، مجلة رواق عربي، شتاء 2004.
- عن ديوان شرفة مطفأة، الحياة، 20مارس2005.
- الجانب المظلم من الشعر، الحياة، 24 أبريل2005.
- عن ديوان مثل غربان سود، الحياة، 15 مايو2005.
- عن ديوان حائط مشقوق، الحياة، 18 يونيو2005.
- شعراء مصر البرتقاليون، الحياة، 11أغسطس2005.
- رواية بمناسبة الحياة، 5ديسمبر2005.
- الشعر التفاعلي، طرق للعرض طرق للوجود، موقع ميدل إيست أونلاين، 3يناير2006.
- رواية يناير، الحياة، 19يناير2006.
- ديوان سماء على طاولة، الحياة، 13فبراير2006.
- الحضور الإلكتروني للشعر، الحياة، 3 أبريل 2006.

## اتحادات وجمعيات تشارك بها
- اتحاد كتاب مصر.
- أتيليه القاهرة للكتاب والفنانين التشكيليين.
- نادي القصة بالقاهرة.
- اتحاد كتاب الإنترنت العرب.
- الاتحاد العربي للتحكيم الإلكتروني.
- الاتحاد العربي للإعلام الإلكتروني.

## لجان ثقافية شاركت بها
• لجنة الجوائز باتحاد كتاب مصر.
• لجنة الكتاب الأول بالمجلس الأعلى للثقافة.

## الجوائز والتكريم
- جائزة الشعر في مسابقة الشارقة للإبداع العربي (المركز الثاني).[2]
- تكريم الجمعية الدولية للمترجمين واللغويين العرب، 2007.[5]

## وصلات خارجية
- عبير سلامة على موقع أرشيف الشارخ.
- موقع الشاعر العراقي علي مزهر الخيط الرفيع وقصص أخرى
- ميدل ايست أونلاين أطياف الرواية الرقمية
- مدونة بيت النص الشعري المصري الجديد الشعر التفاعلي. طرق للعرض طرق للوجود
- موقع الشاعر العراقي علي مزهر التواطؤ المبهم والتوازنات الهشة
- مجلة الرافد الإماراتية التفاعل بوصفه حدثا جماليا
- مجلة مصر المحروسة د.عبير سلامة تكتب في: نصٌ لا يخص المرءَ وحده.. ثقافة مشاركة «الحلقة الأولى»